# Sainte-Marie (Gers)
Sainte-Marie település Franciaországban, Gers megyében. Lakosainak száma 391 fő (2022. január 1.). Sainte-Marie Aubiet, Blanquefort, Escornebœuf, Mauvezin, Saint-Sauvy és Touget községekkel határos.

## Népesség
A település népessége az elmúlt években az alábbi módon változott:
| Lakosok száma | 309  | 232  | 208  | 313  | 411  | 420  | 429  | 439  | 423  | 391  |
|               | 1968 | 1982 | 1990 | 2006 | 2013 | 2015 | 2017 | 2019 | 2020 | 2022 |